# Tropic Air
Tropic Air est une compagnie aérienne qui exploite des vols réguliers au départ du Belize. Fondée en 1979 par John Greif III avec un seul avion et deux employés, Tropic n’a cessé de croître pour atteindre une flotte de 17 avions légers et exploite aujourd’hui plus de 200 vols réguliers quotidiens. La compagnie aérienne dessert 13 destinations au Belize, au Mexique, au Guatemala, au Salvador et au Honduras. La compagnie aérienne propose également des vols charters privés ainsi que diverses visites touristiques.

## Destinations
Belize
- Caye Ambergris - Aérodrome John Greif II de San Pedro
- Belize City
  - Aéroport Sir Barry Bowen de Belize City
  - Aéroport international Philip S. W. Goldson
- Caye Caulker - Aérodrome de Caye Caulker
- Corozal - Aérodrome de Corozal
- Dangriga - Aérodrome de Dangriga
- Placencia - Aérodrome de Placencia
- Punta Gorda - Aérodrome de Punta Gorda

Guatemala
- Guatemala City - Aéroport international La Aurora

Honduras
- Roatán - aéroport international Juan Manuel Gálvez
- San Pedro Sula - Aéroport international Ramón-Villeda-Morales

Mexique
- Cancún - Aéroport international de Cancún

El Salvador
- San Salvador - Aéroport international du Salvador

## Flotte
La flotte de Tropic Air se compose des avions suivants :
| Aéronef            | Nombre en service | Notes                     |
| ------------------ | ----------------- | ------------------------- |
| Cessna 208 Caravan | 15                | Plus d’avions en commande |
| Total              | 15                |                           |

Un de Havilland Canada DHC-6 Twin Otter est également loué de façon saisonnière.

## Accidents et incidents
- 4 décembre 2014 : un Cessna 208B Grand Caravan sort de piste lors de l’atterrissage à l’aéroport municipal de Belize City et tombe dans les eaux de la mer des Caraïbes. Personne n’a été blessé[4].
- 17 novembre 2017 : un Cessna 208B Grand Caravan effectuant un vol intérieur à destination de l’aéroport de Punta Gorda au Belize, avec sept personnes à bord, dont le Premier ministre du Belize par intérim Patrick Faber et le ministre de l'Agriculture Godwin Hulse, a amerri en mer juste après son décollage de la piste de l’aérodrome de Placencia, après que l’une des roues de son train d'atterrissage principal a heurté un véhicule. Plusieurs occupants de l’avion et un passager du véhicule ont été blessés, mais il n’y a pas eu de morts. La piste de l’aéroport de Placencia est très proche d’une route qui a des barrières à flèche pour arrêter les véhicules pendant l’atterrissage ou le décollage des avions. L’une des portes ne s’est pas déployée[5].
- Le 17 avril 2025, un citoyen américain nommé Akinyela Sawa Taylor tente de détourner un avion de Tropic Air alors que l’avion était en vol entre Corozal, près de la frontière mexicaine, et San Pedro, au large des côtes. Armé d’un couteau, il exigeait que le vol intérieur l’emmène hors du pays. L’avion commençait à manquer dangereusement de carburant alors qu’il survolait le nord du Belize et la capitale Belize City. Taylor a poignardé trois personnes, dont le pilote et un passager, avant d’être abattu par un passager qui lui a tiré dessus avec une arme à feu détenue légalement, alors que l’avion atterrissait à l’extérieur de Belize City. Les passagers blessés ont été transportés d’urgence à l’hôpital, tout comme Taylor, qui est décédé des suites de sa blessure par balle[6],[7],[8].